# Алквист, Джон
Джон Эдвард Алквист (27 июля 1944 года — 7 мая 2020 года) — американский молекулярный биолог и орнитолог, специализирующийся на молекулярной филогенетике. Тесно сотрудничал с Чарлзом Сибли, вместе они создали известную классификацию птиц. Оба были награждены медалью Даниэля Жиро Эллиота.
С 1999 года на пенсии. В последние годы являлся креационистом Молодой Земли.